# Filip Bajon
Filip Michał Bajon (Poznań, 23 de novembre de 1947) és un guionista i director de cinema i teatre polonès. Professor d'Arts del Cinema (2012), director de l'estudi de cinema "Kadr" i membre del Gremi Polonès de Directors.

## Biografia
Va estudiar batxillerat a la 1ª Secundària d'Educació General Karol Marcinkowski a Poznań. Llicenciat a la Facultat de Dret i Administració de la Universitat Adam Mickiewicz de Poznań (1970), on va ser seminarista de Zygmunt Ziembiński al Departament de Teoria de l'Estat i Dret de la Universitat Adam Mickiewicz. Després de graduar-se va començar estudis al Departament de Direcció de l'Escola Nacional de Cinema de Polònia a Łódź. El 1974 es va graduar, però l'aleshores rector, Stanisław Kuszewski, el va apartar de la universitat sense concedir un màster, perquè la seva pel·lícula de diploma Saga es referia a la repressió de les protestes de desembre de 1970 a Polònia. Tot i això, no se li va prohibir el rodatge.
Va debutar com a literat el 1970 a Miesięcznik Literacki. El seu debut com a director el 1977 va ser la pel·lícula de televisió Powrót'. Com a director, també ha col·laborat al teatre i a la televisió. El 2008-2016 fou degà del Departament de Direcció de Cinema i Televisió de l'Escola Nacional de Cinema de Polònia a Łódź. Des del 2015 és el director del Kadr Film Studio.
Políticament va ser membre del comitè de suport a Bronisław Komorowski a les eleccions presidencials poloneses de 2010 i a les de 2015.

## Filmografia com a director
- Przyczynek do teorii językoznawstwa (1972)
- Sadze (1973)
- I inni (1973), també guionista
- Powrót (1976), també guionista
- Videokaseta (1976), també guionista
- Rekord świata (1977), també guionista
- Zielona ziemia (1978), també guionista
- Aria dla atlety (1979), també guionista
- Wizja lokalna 1901 (1980), també guionista
- Limuzyna Daimler-Benz (1981), també guionista
- Wahadełko (1981), també guionista
- Engagement (1984), també guionista
- Biała wizytówka (1986), també guionista
- Magnat (1986), també guionista
- Bal na dworcu w Koluszkach (1989), també guionista
- Pensjonat Słoneczny blask (1990), també guionista
- Spokojny żywot (1991), també guionista
- Powtórka z Conrada (1991), també guionista
- Sauna (1992), també guionista
- Lepiej być piękną i bogatą (1993), també guionista i produkcja
- Poznań 56 (1996), també guionista
- Poszukiwany: Ryszard Kapusciński (1998), també guionista
- Portret męski we wnętrzu (1999), també guionista
- Przedwiośnie (2001), també guionista
- Solidarność, Solidarność... (2005)
- Fundacja (2006), també guionista
- Śluby panieńskie (2010)
- Panie Dulskie (2015)
- Kamerdyner (2018)